# 柴橋里
24°45′54″N 120°57′58″E / 24.7649775°N 120.9661209°E
柴橋里為台灣新竹市東區轄下之一里，涵蓋客雅溪中游左側山地以及三姓公溪的源頭山坡。許多大型別墅社區群分佈在100公尺以下的低矮丘陵與河谷坡地上。共1657戶，轄21鄰，人口5147人。

## 聚落發展
柴橋這個名字源自於當地早期的聚落名，係客語中木橋之意。
清代晚期在客雅溪的中游谷地，形成一個95戶人口587人的青草湖莊，而在石屑崙一帶，也有一個聚落以隘寮為基地，36戶人口222人的石屑崙莊。日治時期1901年，以兩庄為基礎，設置青草湖庄，歸新竹廳香山區。1920年改為青草湖大字，屬新竹州新竹郡香山庄，1941年改屬新竹市。
柴橋里這個行政單位出現於1946年，由青草湖大字的西半部所析設，以里境內最大的聚落柴橋為名。當時的柴橋里北起御史崎南至中坑，涵蓋客雅溪中游周圍地域以及南邊的三姓公溪源頭，包含今日的湖濱里、明湖里、柴橋里，後來因為人口增長，於1998年析出湖濱里、明湖里。
柴橋里的北部位於青草湖西側，以縣道117號為主幹，向周圍的丘陵發展出許多成片的別墅社區，主要的有大自然華城、向陽園區、玫瑰社區、國家藝術園區、新竹美國學校，柴橋里大部分的人口都集中在這幾個蓋在山坡地的社區。

## 交通
明湖路北接南大路是通往市區主要交通要道，向東可通寶山郷，南接縣道117號通往香山區，為柴橋里的主要幹道。 東香里的富群社區以及日月光飯店必須經由市14東香路由柴橋里對外進出。

## 文化資產
- 柴橋林家古厝（迎曦山室）（明湖路690巷16號）